# Las Gavarras

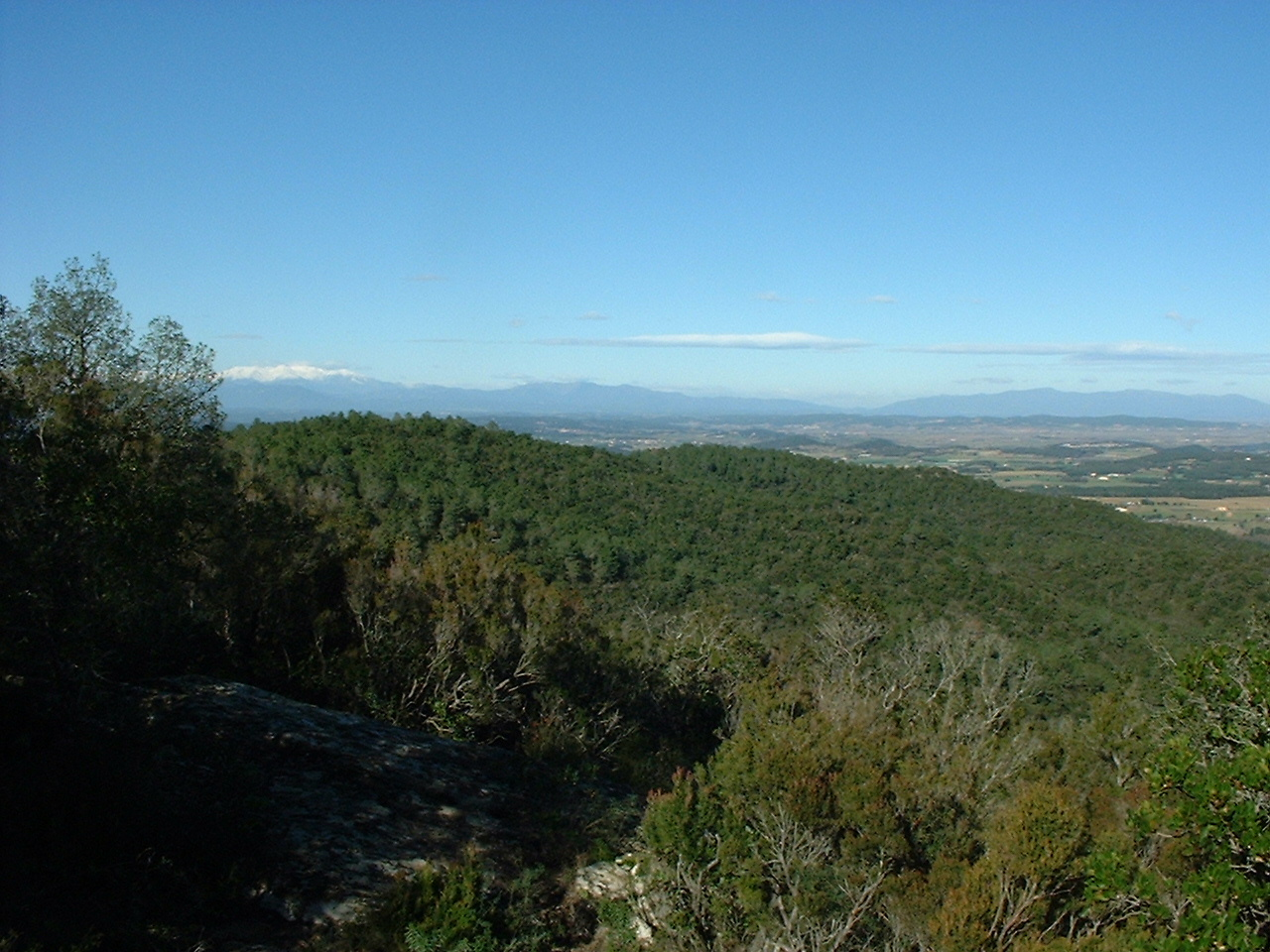
Vista desde la Serra de Cals, a las Gavarras.

El macizo de las Gavarras es una formación montañosa que se encuentra en Cataluña (España). Conforma el sector septentrional de la cordillera Litoral catalana y se localiza en forma de arco entre las comarcas de Gironés y Bajo Ampurdán, ambas en la provincia de Gerona. Abarca un territorio de más de 28 000 hectáreas.
Es un macizo antiguo de formas redondeadas que Josep Pla definió en su día como de formas elefantíacas. El bosque más importante es el de encinas y en algunas áreas, de alcornoque, que son aprovechados para la industria del corcho.
Fue protegido en 1992 por el Plan de Espacios de Interés Natural (PEIN) de la Generalidad de Cataluña mediante el Decreto 328/1992. En 1998 se fundó el Consorcio de las Gavarras, con representación de los ayuntamientos a cuyo término municipal pertenece el macizo, para gestionarlo.

## Municipios comprendidos
Los municipios que participan del consorcio son:
Por la comarca del Gironés:
- Casá de la Selva
- Celrá
- Gerona
- Juyá
- Llagostera
- Llambillas
- Madremaña
- Quart
- San Martivell

Por la comarca de La Selva:
- Tosa de Mar

Por la comarca del Bajo Ampurdán:
- Calonge
- Castillo de Aro
- Cruilles, Monells y San Sadurní
- Forallac
- La Bisbal del Ampurdán
- Montrás
- Palafrugell
- Palamós
- Santa Cristina de Aro
- Sant Feliu de Guíxols
- Torrent
- Vall-llobrega

Palau-sator no participa en el consorcio, pero tiene un territorio al sur de su término municipal que representa una extensión del macizo de las Gavarras llamado la Montaña Seca.